# Gymnopis multiplicata
Espèce
Synonymes
- Siphonops proximus Cope, 1877
- Siphonops simus Cope, 1877

Statut de conservation UICN

 LC  : Préoccupation mineure
Gymnopis multiplicata est une espèce de gymnophiones de la famille des Dermophiidae.

## Répartition
Cette espèce se rencontre jusqu'à 1 400 m d'altitude :
- dans le sud-est du Guatemala ;
- dans le nord du Honduras ;
- dans l'est du Nicaragua ;
- au Costa Rica dont sur l'île del Caño ;
- dans l'ouest du Panama dont sur les îles Escudo de Veraguas, San Cristóbal et Colón.

## Description
Gymnopis multiplicata peut mesurer jusqu'à 50 cm de longueur. Ses yeux, couverts par des os et de la peau, ne sont pas visibles. Cette espèce vit principalement dans les zones de pâturages et de forêts, sous les troncs d'arbre et les pierres.
Gymnopis multiplicata est une espèce vivipare. Les femelles peuvent se reproduire tous les deux ans et portent de deux à dix petits. La période de gestation est d'environ 11 mois. Les mâles, quant à eux, sont fertiles de février à novembre.

## Publication originale
- Peters, 1874 : Über neue Amphibien (Gymnopis, Siphonops, Polypedates, Rhacophorus, Hyla, Cyclodus, Euprepes, Clemmys. Monatsberichte der Königlich Preussischen Akademie der Wissenschaften zu Berlin, p. 616-624 (texte intégral).